# Junji Kinoshita
Pour les articles homonymes, voir Kinoshita.
Junji Kinoshita (木下 順二, 2 août 1914, Tokyo - 30 octobre 2006, Tokyo) est un dramaturge et romancier japonais.

## Biographie
Diplômé de l'université de Tokyo en littérature anglaise en 1936. En 1939, il écrit sa première pièce, Fūrō (vent & vagues), un drame historique de la restauration Meiji qui n'a été édité qu'en 1947. Il a essentiellement contribué au renouveau du théâtre de son pays, dont il unit les thèmes classiques et folkloriques à l'inspiration shakespearienne.

## Œuvres
- Vent & vagues, 1939
- La Chenille, 1966
- Yuzuru, l'oiseau du crépuscule, 1949
- L'Apothéose d'une grenouille, 1951
- Entre Dieu et l'homme, 1972